# 10468 Itacuruba
10468 Itacuruba è un asteroide della fascia principale. Scoperto nel 1981, presenta un'orbita caratterizzata da un semiasse maggiore pari a 2,3391133 UA e da un'eccentricità di 0,1886105, inclinata di 3,46660° rispetto all'eclittica.